# Miltoniopsis
Miltoniopsis – rodzaj roślin z rodziny storczykowatych (Orchidaceae). Obejmuje 5 gatunków występujących w Ameryce Środkowej i Południowej w takich krajach jak: Boliwia, Kolumbia, Kostaryka, Ekwador, Gwatemala, Nikaragua, Panama, Peru, Wenezuela.

## Systematyka
Rodzaj sklasyfikowany do podplemienia Oncidiinae w plemieniu Cymbidieae, podrodzina epidendronowe (Epidendroideae), rodzina storczykowate (Orchidaceae), rząd szparagowce (Asparagales) w obrębie roślin jednoliściennych.
Wykaz gatunków
- Miltoniopsis bismarckii Dodson & D.E.Benn.
- Miltoniopsis phalaenopsis (Linden & Rchb.f.) Garay & Dunst.
- Miltoniopsis roezlii (W.Bull) God.-Leb.
- Miltoniopsis vexillaria (Rchb.f.) God.-Leb.
- Miltoniopsis warszewiczii (Rchb.f.) Garay & Dunst.